# Cheiracanthium brevicalcaratum
Cheiracanthium brevicalcaratum är en spindelart som beskrevs av Ludwig Carl Christian Koch 1873. Cheiracanthium brevicalcaratum ingår i släktet Cheiracanthium och familjen sporrspindlar. Inga underarter finns listade i Catalogue of Life.